# Select (revista)
Select foi uma revista de música britânica dos anos 90 que se tornou particularmente conhecida por cobrir o Britpop, termo que foi cunhado na revista pelo jornalista Stuart Maconie. Sua edição "Yanks Go Home" de 1993, com as bandas The Auteurs, Denim, Saint Ettiene, Pulp e Suede na capa, em frente a uma bandeira do Reino Unido, foi um impulso importante na definição da oposição do movimento aos gêneros americanos como o grunge.
A revista foi lançada em meados de 1990 e foi encerrada no início de 2001, espelhando a ascensão e o declínio da cena Britpop com a qual ela se tornou sinônimo.